# Travessera de Dalt

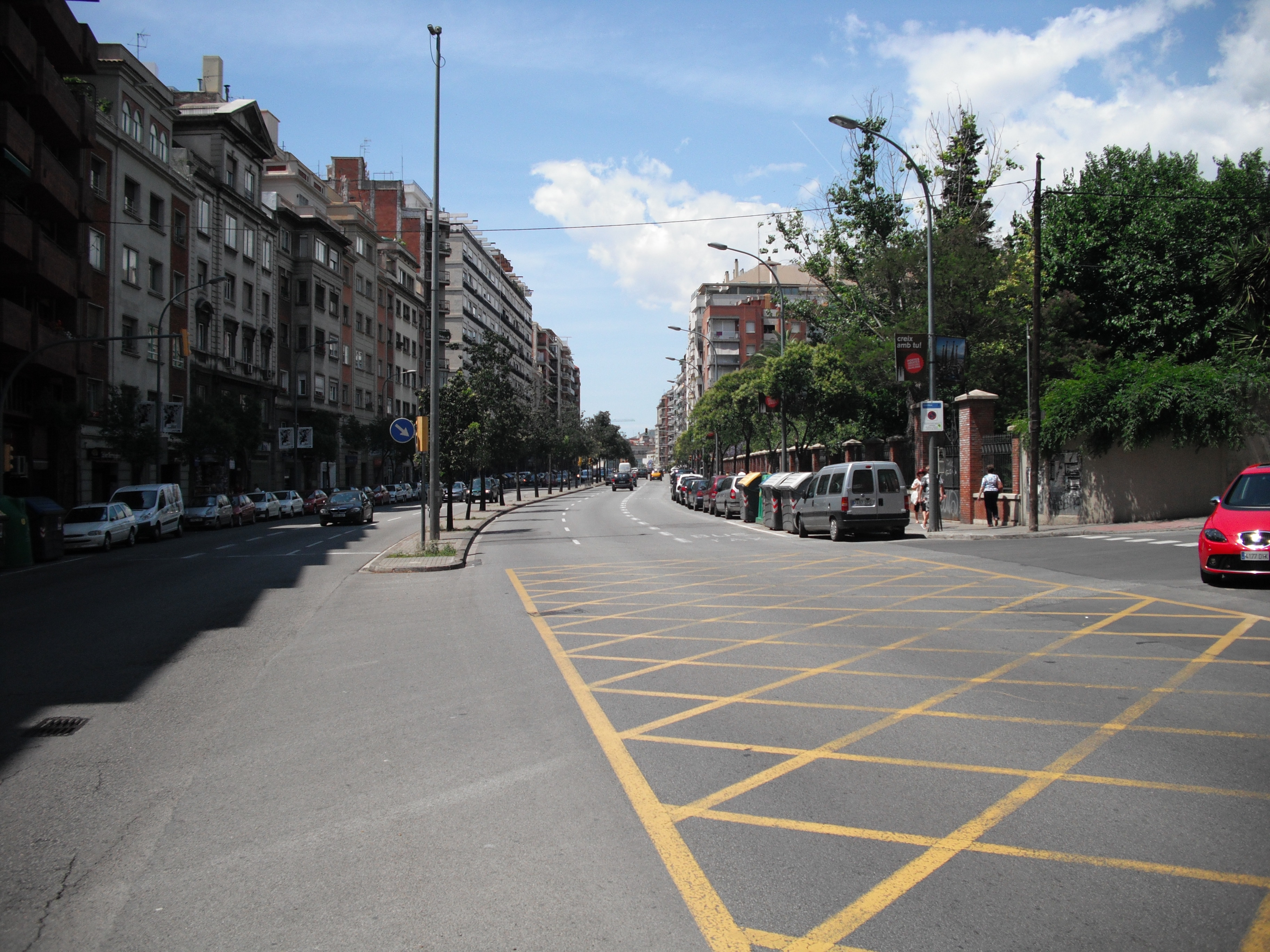
Vista de la Travessera de Dalt en sentit Llobregat.

La Travessera de Dalt és un carrer de Barcelona, amb direcció paral·lela a la costa, que es troba al districte de Gràcia. Com a part de la Ronda del Mig, el carrer enllaça amb la ronda de General Mitre a través de la plaça de Lesseps i amb la Ronda del Guinardó a través de la plaça d'Alfons el Savi. Antigament, abans que Gràcia formés part del municipi de Barcelona, la Travessera de Dalt comunicava la carretera reial de Madrid amb la carretera de Ribes, sense passar per Barcelona.